# دهنه دو لانه
دهنه دو لانه (به لاتین: Dahan-e Do Laneh) یک منطقهٔ مسکونی در افغانستان است که در ولایت بامیان واقع شده‌است.